# فلای
فلای (به هلندی: Vlaai) یا فلای لیمبورخی (به هلندی: Limburgse vlaai) (در زبان لیمبورخی: vlaai, vlaoj, vla, یا flaai، جمع: vlaaien) یک نوع شیرینی است که از خمیر و مواد پرکننده تهیه می‌شود و به‌طور سنتی با استان‌های لیمبورخ در هلند و بلژیک و همچنین بخش‌هایی از آلمان در آن سوی مرز مرتبط است.
انواع مختلفی از این شیرینی در سراسر هلند، بلژیک و مناطقی از ایالت نوردراین-وستفالن آلمان در نزدیکی مرز هلند وجود دارد. قطر فلای معمولاً ۲۶ تا ۳۱ سانتی‌متر است. این شیرینی در انواع مختلفی از میوه‌ها مانند گیلاس، زردآلو، توت‌فرنگی و آلو موجود است. انواع دیگر آن شامل مخلوطی از کره خرد شده و شکر و پوره برنج پخته شده و کاستارد ("rijstevlaai") است.
فلای اغلب در مناسبت‌های خاص و رویدادهای مهم زندگی، به ویژه در استان لیمبورخ هلند، مانند زادروزها و مراسم تشییع جنازه خورده می‌شود. هنگامی که در مراسم تشییع جنازه خورده می‌شود، فلای معمولاً با آلو سیاه تهیه می‌شود.

## تاریخچه
اطلاعات زیادی در مورد تاریخچه این شیرینی در دست نیست، جز اینکه این شیرینی مختص منطقه لیمبورخ نیست. یک افسانه می‌گوید که قدمت فلای به قبل از قرن دوازدهم برمی‌گردد و دوک هنری فان لوون در سال ۱۱۸۹ با خوردن این شیرینی متقاعد شد که از محاصره یک شهر دست بردارد. با این حال، این داستان تأیید نشده است.

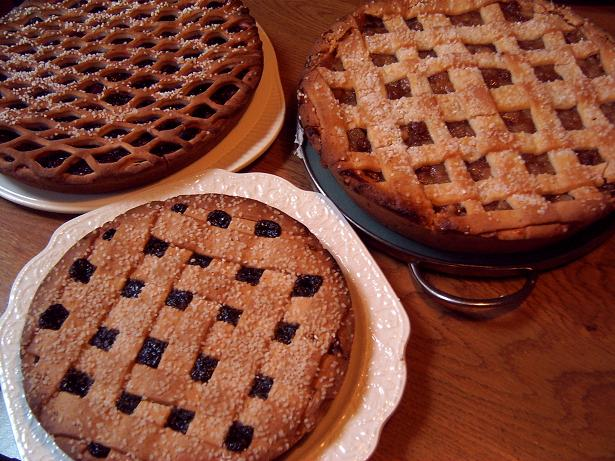
نوعی از فلای معروف به «فلای نردبانی»، «فلای توری» یا «فلای عدسی».

در یک کتاب آشپزی هلندی مربوط به قرن پانزدهم، دستور پخت‌های مختلفی برای "vlade" (نام قدیمی فلای) وجود دارد که شبیه به فیلینگ‌های میوه‌ای یا کاستارد امروزی است. تا اواسط قرن بیستم، فلای یک شیرینی لوکس در لیمبورخ بود که فقط در جشن‌ها خورده می‌شد. اما پس از جنگ جهانی دوم، با افزایش رفاه اقتصادی، مردم بیشتر از این شیرینی لذت بردند.
در اواخر قرن نوزدهم، به دلیل رشد گردشگری در جنوب لیمبورخ هلند، فلای در خارج از این منطقه شناخته شد. بسیاری از گردشگران این شیرینی را به عنوان سوغاتی به خانه می‌بردند. در سال ۱۹۸۶، اولین مغازه فلای‌فروشی در آمستردام افتتاح شد و فروش آن در سوپرمارکت‌ها نیز به محبوبیت آن کمک کرد. ماریا هوبرتینا هندریکس، معروف به «آنچهٔ استازی»، با فروش «فلایِ ویرت» در ایستگاه قطار ویرت، نقش مهمی در معرفی این شیرینی به مسافران سراسر هلند داشت.
در سال ۲۰۲۲، هلند و بلژیک درخواست حفاظت از نام "Limburgse vlaai" را به عنوان یک نشان جغرافیایی محافظت شده در اتحادیه اروپا ارائه کردند که از ژانویه ۲۰۲۴ این درخواست پذیرفته شد.